# Ceuthophilus elegans
Espèce
Synonymes
Ceuthophilus (Geotettix) elegans Hubbell, 1934
Ceuthophilus elegans est une espèce d'insectes orthoptères ensifères de la famille des Rhaphidophoridae. Elle appartient au sous-genre Geotettix et la série d'espèces fusiformis. Elle est trouvée dans l'Illinois et le Wisconsin, aux États-Unis en Amérique du Nord.